# アナログゲーム
アナログゲームとは、コンピュータを使わないゲーム全般の名称。コンピュータゲームとの対比として使われる言葉である。

## 概要
アナログゲームは日本で独自に生まれた言葉で、日本では電源を必要としないゲーム全般を示す。古くからゲーム雑誌やカルチャー雑誌やインターネットのゲームサイトなどを含め、日常的に広く頻繁に使われている。
アナログゲームという言葉は「デジタル式コンピュータを使用しないゲーム→デジタルではないゲーム→デジタルの逆はアナログである」という意味で使われ始めたのが発端で、スペースインベーダーを代表する電源を必要とするコンピュータゲームが流行り始めた1970年代末には既存のボードゲームなどにこの言葉が使われており、それからは電源を必要としないゲーム全般を示すものとして使われている。
基本的には、将棋、チェス、囲碁、リバーシなどのボードゲームやトランプなどのカードゲーム、麻雀など卓上で行われるタイプのものがそれと言われるが、日本古来から遊ばれている福笑いやすごろく等もそれに含まれ、広義では電源を必要としないという意味から鬼ごっこやドッジボール等のテーブルを必要としないゲームもそれに含まれ、その幅は多岐にわたる。
ウォー・シミュレーションゲームなどで、人手で扱うには煩雑に過ぎ、誤りの可能性が高い判定などの処理を、小規模の論理回路等を使用して一部の自動化したようなものもあるが、そういったものもこのカテゴリに含める（複雑であることの他、軍人将棋の類の不完全情報ゲームで対戦者以外の第三者による判定が必要なものについて、第三者の役割を任せるため、といったものもある）。
1995年夏のコミックマーケットのジャンルコードの再編成の際に「ゲーム（電源不要）」というジャンル分類が加わり、コミックマーケットでは2011年現在もアナログゲームに関する同人作品はこのジャンル名で扱われている。